# Sisenna Statilio Tauro
Sisenna Statilio Tauro (in latino: Sisenna Statilius Taurus; 17 a.C. circa – dopo il 30) è stato un magistrato romano, console dell'Impero romano.

## Biografia
L'ascendenza diretta di Sisenna Statilio Tauro, il cui vero nome era Tito Statilio Sisenna Tauro, è oggetto di dibattito. Da una parte, la vulgata lo considera nipote del grande generale di Ottaviano Tito Statilio Tauro, console suffetto nel 37 a.C. e ordinario per la seconda volta nel 26 a.C., e di una Cornelia, figlia di un ignoto Cornelio Sisenna, da cui il nipote prese il cognomen usato come praenomen, e figlio del triumvir monetalis dell'8 a.C. Tito Statilio Tauro o di un altrimenti ignoto Tito Statilio Tauro: questi ebbe come figli Tito Statilio Tauro, console ordinario nell'11, e Sisenna, nati verosimilmente a circa 5 anni di distanza. Un'altra ipotesi, proposta su basi cronologiche e prosopografiche da Ronald Syme e accettata da altri studiosi, ritiene invece che il generale ottavianeo abbia avuto almeno due mogli: dalla prima aveva avuto l'omonimo Tito Statilio Tauro, triumvir monetalis nell'8 a.C. ma evidentemente morto giovane senza aver ricoperto cariche pubbliche, mentre dalla seconda, una Cornelia del ramo dei Cornelii Sisennae, aveva avuto il console ordinario dell'11, Tito Statilio Tauro, e Sisenna, oltre a due figlie, di cui una andò in moglie al console ordinario dell'1 a.C. Lucio Calpurnio Pisone l'Augure.
Non molto è noto della carriera politica di Sisenna. Oltre alla carica religiosa di pontefice, cui fu cooptato in un momento indefinito, si conosce semplicemente il suo consolato ordinario nel 16 insieme a Lucio Scribonio Libone, entrambi nipoti di insigni generali dell'epoca triumvirale. La coppia consolare fu poi sostituita, verosimilmente alle calende di luglio a metà anno, da Gaio Vibio Rufo e Gaio Pomponio Grecino.
Qualcosa in più è noto sui suoi possedimenti. Come proprietario della domus sul Palatino che era appartenuta prima a Cicerone e poi a Lucio Marcio Censorino (o al figlio di questi), Sisenna è attestato come ancora in vita nel 30 da Velleio Patercolo. Inoltre, egli possedeva terre nella regio X Venetia et Histria, in particolare nella zona di Aquileia e in Istria, forse ereditate dal nonno, in cui veniva preparato olio poi commerciato in tutto l'impero (come testimoniano le anfore ritrovate a Roma, in Pannonia e altrove).
Si ritiene che Sisenna abbia avuto due figli: un figlio omonimo, cooptato nel 38 tra i Salii Palatini e forse tra gli auguri ma verosimilmente morto da giovane senza aver ricoperto cariche pubbliche, e una figlia, Statilia Cornelia, andata in sposa al console suffetto del 44 o 45 Tito Axio.